# Södra Österbotten
Södra Österbotten (finsk Etelä-Pohjanmaan maakunta) er et landskab og en sekundærkommune i den midtvestlige del af Finland. 
Södra Österbotten består af 18 kommuner, der tilsammen havde omkring 190.464 indbyggere (30.6. 2024). Seinäjoki er landskabets hovedby. 

## Nabolandskaber
Södra Österbotten grænser i syd op til Birkaland, mod sydvest til Satakunda, mod vest og nordvest til Österbotten , mod nord Mellersta Österbotten og mod øst til Mellersta Finland. 

## Regionen Vestfinland
Södra Österbotten hører administrativ under Vest og Indre Finlands regionsforvaltning. Det samme gør landskaberne Österbotten, Birkaland, Mellersta Österbotten og Mellersta Finland. 

## Det historiske Österbotten
I sin nuværende form er landskabet Österbotten oprettet i 1998. 
Det historiske landskab Österbotten var meget større end det nuværende landskab. Tidligere omfattede landskabet nemlig: det nuværende Österbotten, Södra Österbotten, Mellersta Österbotten, Norra Österbotten og Kajanaland samt den sydlige del af Lappi. Området øst for Salla og Kuusamo blev erobret af Sovjetunionen under Vinterkrigen. Alakurtti er største by i den afstående Salla-albue.
Det historiske landskab omfattede hele 36 % af Finlands daværende areal.

## Kommuner
Det er 18 kommuner i Södra Österbotten. Byerne (städerna) er skrevet med fed skrift. 
| - Alajärvi - Alavo - Bötom - Etseri - Evijärvi - Ilmola - Jalasjärvi | - Kauhajoki - Kauhava - Kuortane - Kurikka - Lappajärvi - Lappo - Seinäjoki | - Soini - Storå - Vindala - Östermark |

62°45′N 22°30′Ø / 62.75°N 22.5°Ø